# Jarred Cosart
Jarred Lynn Cosart (né le 25 mai 1990 à League City, Texas, États-Unis) est un lanceur droitier qui a joué dans la Ligue majeure de baseball entre 2013 et 2017.

## Carrière

### Style
Jarred Cosart utilise principalement la balle rapide, la balle courbe et la balle tombante. Il est un lanceur qui n'accumule pas beaucoup de retraits sur des prises mais force surtout les frappeurs adverses à cogner des balles à l'avant-champ plutôt qu'au champ extérieur.

### Astros de Houston
Jarred Cosart est repêché au 38e tour de sélection par les Phillies de Philadelphie en 2008 et amorce sa carrière professionnelle en ligues mineures l'année suivante. Le 29 juillet 2011, à deux jours de la date limite des échanges dans le baseball majeur, les Phillies échangent aux Astros de Houston quatre de leurs joueurs d'avenir, soit Cosart, le lanceur droitier Josh Zeid, le premier but Jon Singleton et le voltigeur Domingo Santana, en retour du voltigeur Hunter Pence.
Cosart fait ses débuts dans le baseball majeur le 12 juillet 2013. Lanceur partant des Astros de Houston contre les Rays de Tampa Bay, il n'accorde aucun coup sûr en six manches et un tiers et seulement deux en huit manches, pour remporter sa première victoire. Il impressionne en 10 départs en fin de saison 2013, alors qu'il maintient une minuscule moyenne de points mérités de 1,95 en 60 manches lancées. Il remporte une victoire contre une défaite et enregistre 33 retraits sur des prises. 
En 20 départs pour les Astros en 2014, il remporte 9 victoires contre 7 défaites, mais sa moyenne est élevée à 4,41 points mérités accordés par partie. Il réussit 75 retraits sur des prises en 116 manches et un tiers lancées. Son dernier mois passé avec le club, en juillet 2014, est difficile avec 21 points accordés dans les 21 manches et un tiers lancées au total dans ses 4 derniers départs.

### Marlins de Miami
Le 31 juillet 2014, les Astros échangent Jarred Cosart et deux voltigeurs, Kike Hernández et Austin Wates, aux Marlins de Miami pour le prometteur champ centre des ligues mineures Jake Marisnick, le joueur de troisième but Colin Moran et le lanceur droitier Francis Martes.

### Padres de San Diego
Avec le lanceur de relève droitier Carter Capps, le joueur de premier but des ligues mineures Josh Naylor et le lanceur droitier des mineures Luis Castillo, Jarred Cosart est le 29 juillet 2016 échangé aux Padres de San Diego dans une transaction où les Marlins font l'acquisition des lanceurs droitiers Andrew Cashner, Tayron Guerrero et Colin Rea.